# Musée de la ferronnerie
Le musée de la Ferronnerie est un musée ethnographique situé à Francheville dans l'Eure.